# イタリアは呼んでいる
『イタリアは呼んでいる』（原題:The Trip to Italy）は2014年に公開されたイギリスのコメディ映画である。監督はマイケル・ウィンターボトム、主演はスティーヴ・クーガンとロブ・ブライドンが務めた。本作は2010年に公開された映画『スティーヴとロブのグルメトリップ』の続編であり、シリーズ第2作である。

## 概略
スティーヴ・クーガンとロブ・ブライドンは新聞社の依頼でイタリアの美味しい物を取材することになり、ピエモンテからカプリへ旅行することにした。道中、2人はグルメや美しい景観を堪能する一方、自分のキャリアや家庭生活について思いをめぐらせていく。

## キャスト
- スティーヴ・クーガン - スティーヴ・クーガン
- ロブ・ブライドン - ロブ・ブライドン
- クレア・キーラン - エマ
- ロージー・フェルナー - ルーシー
- マルタ・バリオ - ヨランダ
- ティモシー・リーチ - ジョー

## 製作
2013年5月18日、『スティーヴとロブのグルメトリップ』の続編が製作されるとの報道があった。6月24日、IFCフィルムズが本作の全米配給権を獲得したと報じられた。

## 公開・マーケティング
2014年1月20日、本作はサンダンス映画祭でプレミア上映された。3月24日、本作のティーザー・トレイラーが公開された。5月27日、本作のオフィシャル・トレイラーが公開された。12月30日、本作の冒頭5分間が公開された。

## 評価
本作は批評家から高く評価されている。映画批評集積サイトのRotten Tomatoesには131件のレビューがあり、批評家支持率は87%、平均点は10点満点で7.27点となっている。サイト側による批評家の見解の要約は「『スティーヴとロブのグルメトリップ』ほどの新鮮味はないかもしれないが、それでもなお、『イタリアは呼んでいる』は実に面白い続編である。」となっている。また、Metacriticには36件のレビューがあり、加重平均値は75/100となっている。

## 続編
2016年2月、本作の続編の製作が発表された。2017年4月22日、続編『スペインは呼んでいる』はトライベッカ映画祭でプレミア上映された。